# Place André-et-Françoise-Trannoy
La place André-et-Françoise-Trannoy est une voie située dans le quartier de la Maison-Blanche du 13e arrondissement.

## Situation et accès

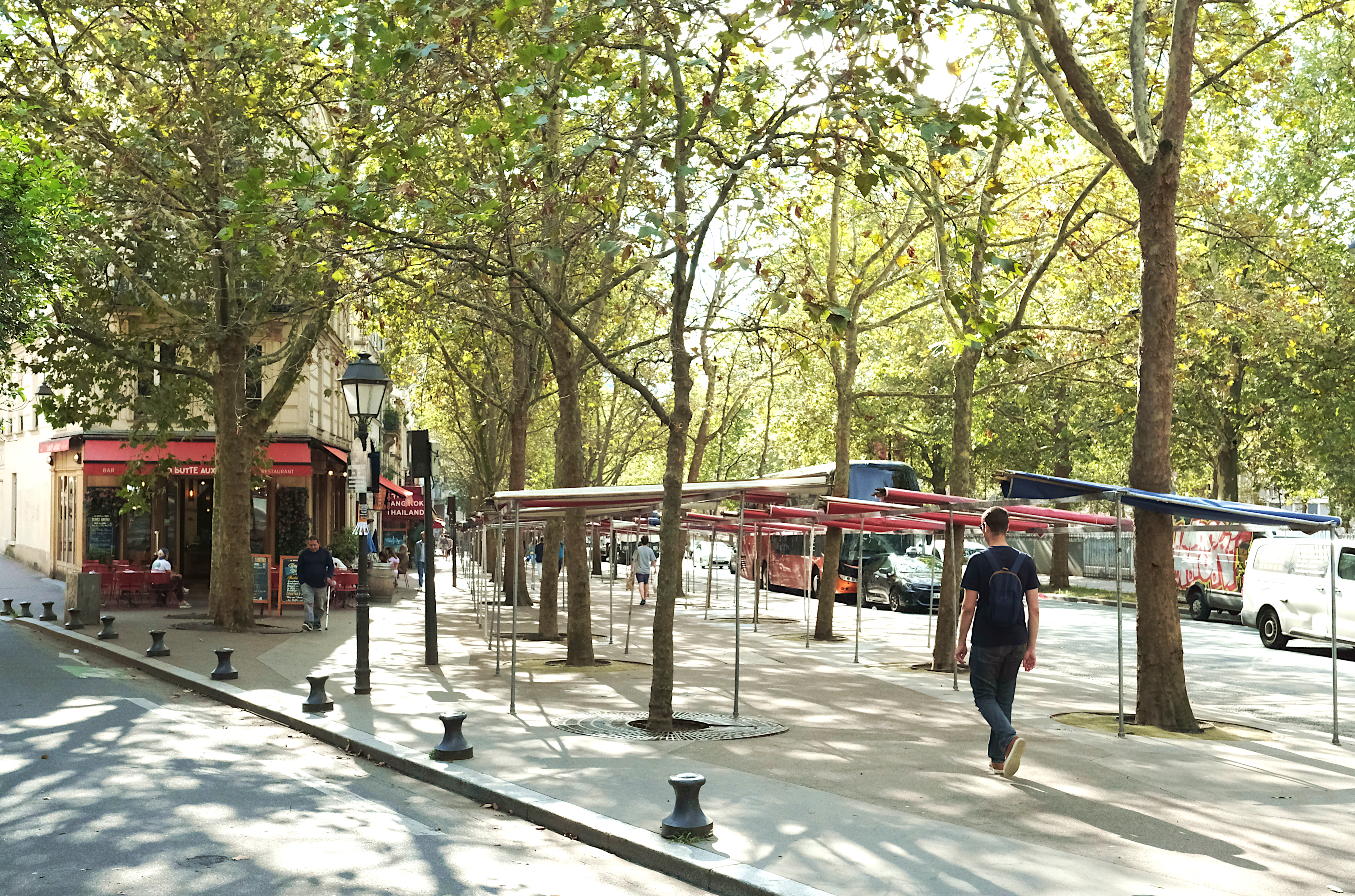
Place André et Françoise Trannoy.

Située à l'intersection de la rue des Cinq-Diamants et du boulevard Auguste-Blanqui, la place est desservie par la ligne 6 à la station Corvisart.

## Origine du nom
La place tient son nom du fondateur et président de l'Association des paralysés de France (APF), André Trannoy (1907-1994), en raison de la proximité du siège de l'association sur le boulevard Auguste-Blanqui. La seconde partie du nom provient du nom de la femme d'André Trannoy, Françoise Bureau (1914-2001).

## Historique

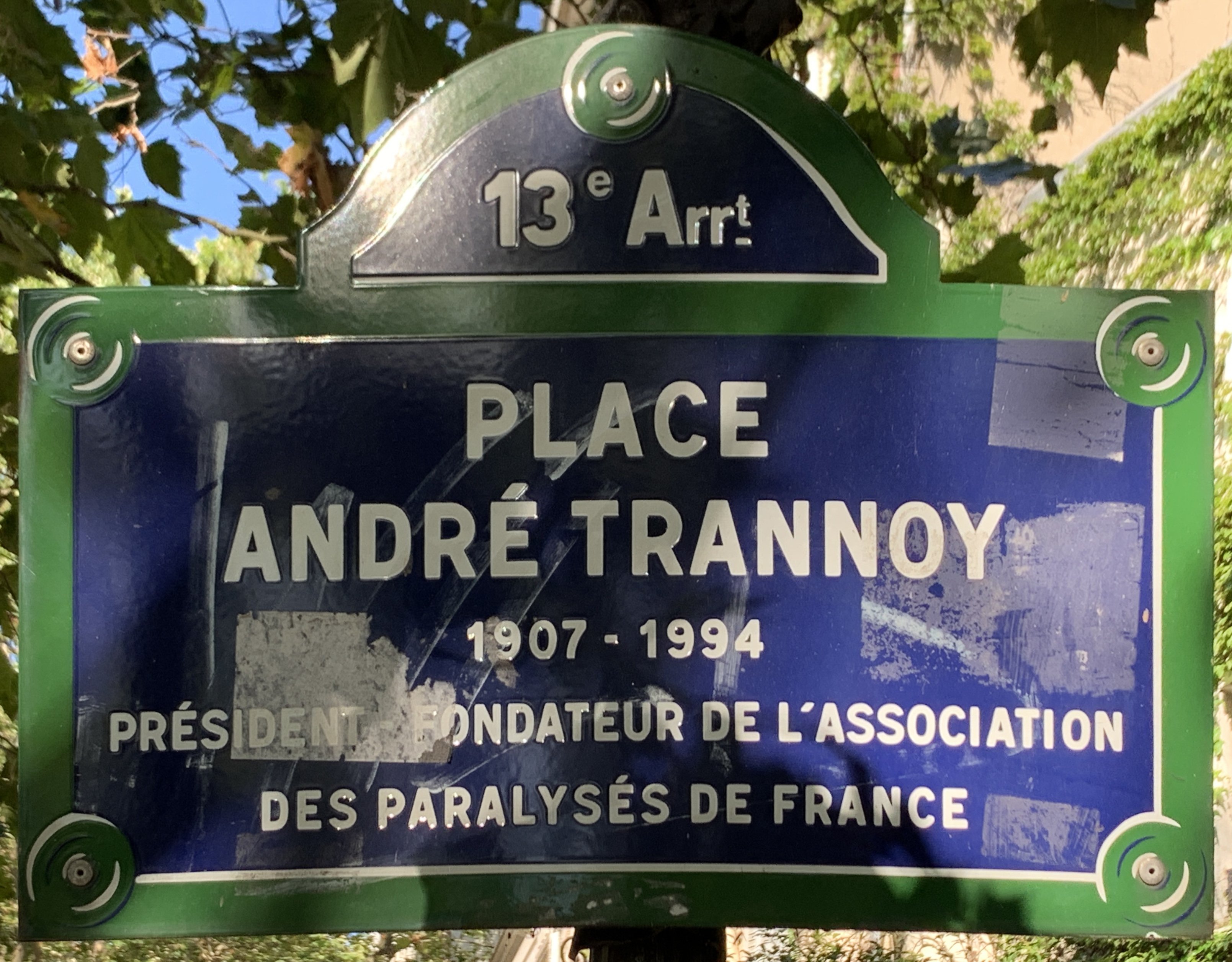
Ancien nom de la place.

La place est créée le 11 août 2003 sous le nom Place André-Trannoy. Elle prend sa dénomination actuelle le 8 juin 2023.